# 2020年臺灣燈會
2020年臺灣燈會是2020年（農曆庚子年，生肖鼠）2月在臺灣臺中市舉辦的第31屆臺灣燈會，展覽時間為2020年2月8日至2020年2月23日，於臺中花博后里馬場森林園區（主燈區）及文心森林公園舉辦。
這是繼上一屆《2015年臺灣燈會》後，睽違5年再次取得燈會的主辦權，也使台中成為舉辦三次台灣燈會的縣市。

## 緣起
本屆燈會原先由彰化縣政府獲得主辦權，在前任縣長魏明谷任內爭取並預計在彰化縣田中鎮高鐵特定區舉辦，後於2019年由時任縣長王惠美表示目前因財政困難而決定放棄，等財政改善後仍會爭取主辦。

## 籌備與營運
台中市政府於2019年7月10日舉辦108年度里幹事業務研習會，市長盧秀燕到場表達對第一線服務的里幹事們的肯定及感謝，並宣布2020台灣燈會將擴大舉行，預計提前從聖誕節前夕開始，一路歡度到元宵節，以「台灣燈會季」吸引各地民眾及世界各國遊客到台中，提升燈會創造的經濟產值，達成台中拼經濟。
2019年7月26日，台中市政府公布識別Logo。台中市政府在2019年7月26日公布台中市識別系統（CI），設計主軸圍繞「璀璨台中」活動主題，Logo設計融合台中的「中」、「陀螺」、「氣球」、「燈籠」等創意元素，象徵台中地處「台灣之心」，城市如旋轉陀螺般快速翻轉，充滿無限創造力，期盼在明年台灣燈會期間，帶給國內外遊客各種驚喜與歡樂感受。
2019年8月7日，台灣燈會海報出爐。觀光局表示，海報以「森林奇幻境地」為設計意象，結合當地森林環境與曙光，象徵透過台灣燈會照亮台灣。此外「曙」光亦有「鼠」年諧音之意，也代表對未來的期許與無限的希望。
2019年09月18日，主、副展區3項標案已於日前上網公告招標。后里馬場園區以「動物狂歡」為主題，運用馬場原有植被、地貌及建築，展現近距離、無柵欄的花燈動物園；同時以「科技智慧、傳統創新」為理念，結合傳統花燈工藝與機械動態多媒體，呈現動物狂歡氛圍。
2019年10月16日，交通部長林佳龍、交通部觀光局副局長周廷彰、立委洪慈庸、台中市副市長楊瓊瓔及中市府秘書長陳如昌等人到花博后里園區視察場地。2020年台灣燈會在台中定案於2020年2月8日至2月23日在后里森林園區、后里馬場園區及文心森林公園三地登場。主展區在台中花博后里森林園區，主燈配合環境不用生肖而用樹木設計，主題為「森林之母」。。
2019年10月31日，為迎接2020年台灣燈會倒數100天，台中市政府邀請知名設計師周育潤在台中公園打造「光影遊樂園」，現場掛上小朋友親手創作的燈籠，可愛吸睛。市長盧秀燕在31日晚到場點燈，讓大地彩燈、湖畔水燈及彩繪花燈牆同時綻放光芒。
2019年11月17日，台灣燈會庚子年主燈基座動土。交通部觀光局於后里森林園區舉辦「2020 台灣燈會庚子年主燈基座動土儀式」，交通部觀光局副局長周廷彰主持，祈求燈會施工順利、圓滿成功；台中市副市長楊瓊櫻說，市府會竭盡所能辦好台灣燈會，打造最棒燈會。
2019年12月21日，副燈區文心森林公園點燈。2020年台灣燈會在台中，副燈區文心森林公園12月21日點燈，台中市長盧秀燕12月16日在宣傳活動中表示，市府邀請國際知名IP「戽斗星球」與「熱帶水果鳥」動物明星，在副展區打造童趣樂園，展期橫跨耶誕節、元旦、農曆新年、元宵節、情人節等五大節日，更是史上第一「有香味、會飄雪的台灣燈會」。
2020年1月13日，主燈「森生守護-光之樹」上樑典禮。交通部觀光局13日在台中后里森林園區舉辦主燈「森生守護-光之樹」上樑典禮，由交通部觀光局長周永暉與台中市長盧秀燕共同主持。交通部長林佳龍表示，此次主燈由花博作品《從天上掉下來的一顆種子．籽仔》設計者林舜龍操刀，意味著一顆種籽蛻變後成長成一株參天大樹，民眾能穿梭在主燈光影中和主燈互動，打破主燈只能遠觀的距離感。觀光局周永暉表示，15公尺以上高度巨大樹木形態主燈，代表台灣22個縣市、368個鄉鎮區里及2359萬人民，極具意義；台中市長盧秀燕強調，市府緊將為國家辦好台灣燈會！2020年台灣燈會今年2月8日將在台中花博森林園區原址登場，交通部觀光局今日(13日)首度對外公開主燈「森生守護-光之樹」造型發表會。
2020年2月2日，800台無人機在台中市后里主展區夜空搶先曝光。去年台灣燈會在屏東，首度有300台無人機夜空表演，遊客驚喜，2020台灣燈會后里主展區將於2月8日元宵節盛大開幕，號稱全台最大規模無人機表演，將在台灣燈會夜空秀出，2月2日在台中市后里主展區夜空搶先曝光，800台無人機魔幻般表演，令人驚豔。現場除有絢麗精緻的燈飾造景外，在主展區西方的天空會出現耀眼奇景：由中市府邀請無人機團隊規畫800台無人機在空中打造璀璨奪目的絢麗展演秀，以台中在地故事與人文特色編織出精采的動畫圖騰，從開幕到閉幕，每晚都有表演活動。
2020年2月8日，主燈「森生守護-光之樹」正式點燈。「2020年台灣燈會」於8日元宵節晚間，由總統蔡英文親臨台中后里花博森林園區，致詞後，迷你馬載著代表希望的種籽，由小男生拿起希望的種子交到總統的手上，總統將種子放在燈座上，為今年的主燈「森生守護-光之樹」正式點燈。今年台灣燈會邁入第31年，燈會設計也升級為2.0版，不僅主燈首度以大樹來呈現，同時民眾也首度可以走進主燈裏頭，看見各種設計的巧思，還可以和主燈一起互動，相當有意思。
2020年2月9日，2020年台灣燈會后里主燈區推出史上最大規模的無人機展演秀，不過，彩排、開幕日因風速過大，連續兩天臨時喊卡。今晚在萬眾期待下，500台無人機晚間7點10分及8點10分成功升空，開場帶來絢麗「流星雨」，接著呈現台灣燈會2020台中、財神爺拜年等主題，6分鐘完美展演，閃亮台中夜空，贏得滿場民眾驚呼連連。
2020年2月23日，閉幕典禮。2020年台灣燈會於2月23日晚上10點半畫下完美句點，最後一天總計吸引70萬人次入園，累計有高達1182萬人次的參觀人潮。原本今年看好總人次能達到1500萬，期望超越去年屏東1400萬總人次，雖然因COVID-19疫情的緣故無法突破，但還是突破1000萬大關。台中市長盧秀燕除了向所有台灣燈會的幕後英雄致敬外，並在交通部長林佳龍的監交下將象徵主辦權的黃色燈籠交給新竹市副市長沈慧虹，代表2021年臺灣燈會由新竹市接手舉辦。

## 紀錄
- 臺中市睽違5年再度獲得主辦權，也是繼臺北市、臺南市之後第三個舉辦過三次台灣燈會的縣市。
- 臺中市過去主辦台灣燈會的場地為市民廣場、台中公園、豐原車站周邊、台中高鐵站區。

## 燈區

### 花博園區（后里馬場園區至森林園區）主燈區
- 主題：雨林秘境、藝想世界
- 特色：生態永續、藝術美學、科技智慧、傳統創新
- 面積：35公頃
- 原為2018年臺中世界花卉博覽會主要場地，活化利用因此在此舉辦。
- 燈區展期：2020年2月8日至2月23日
- 燈區交通：臺鐵「后里站」、公車站牌「后里馬場」

后里森林園區「雨林秘境」，展示手法以光雕投影、藝術裝置、遊行演出為主，策劃理念探討地球雨林多樣性伴隨影像聲音、故事敘述及藝術裝置，呈現地球環境教育永續議題。除有觀光局的主燈區，另規劃有魔幻雨林光影燈區、夜光戲偶遊行、新住民燈區、里山大地燈區、友好城市燈區、宗教禮俗燈區、29花燈車燈區、競賽花燈、后里主題車站、抓寶大道及花開聲音/遊客中心燈光秀。

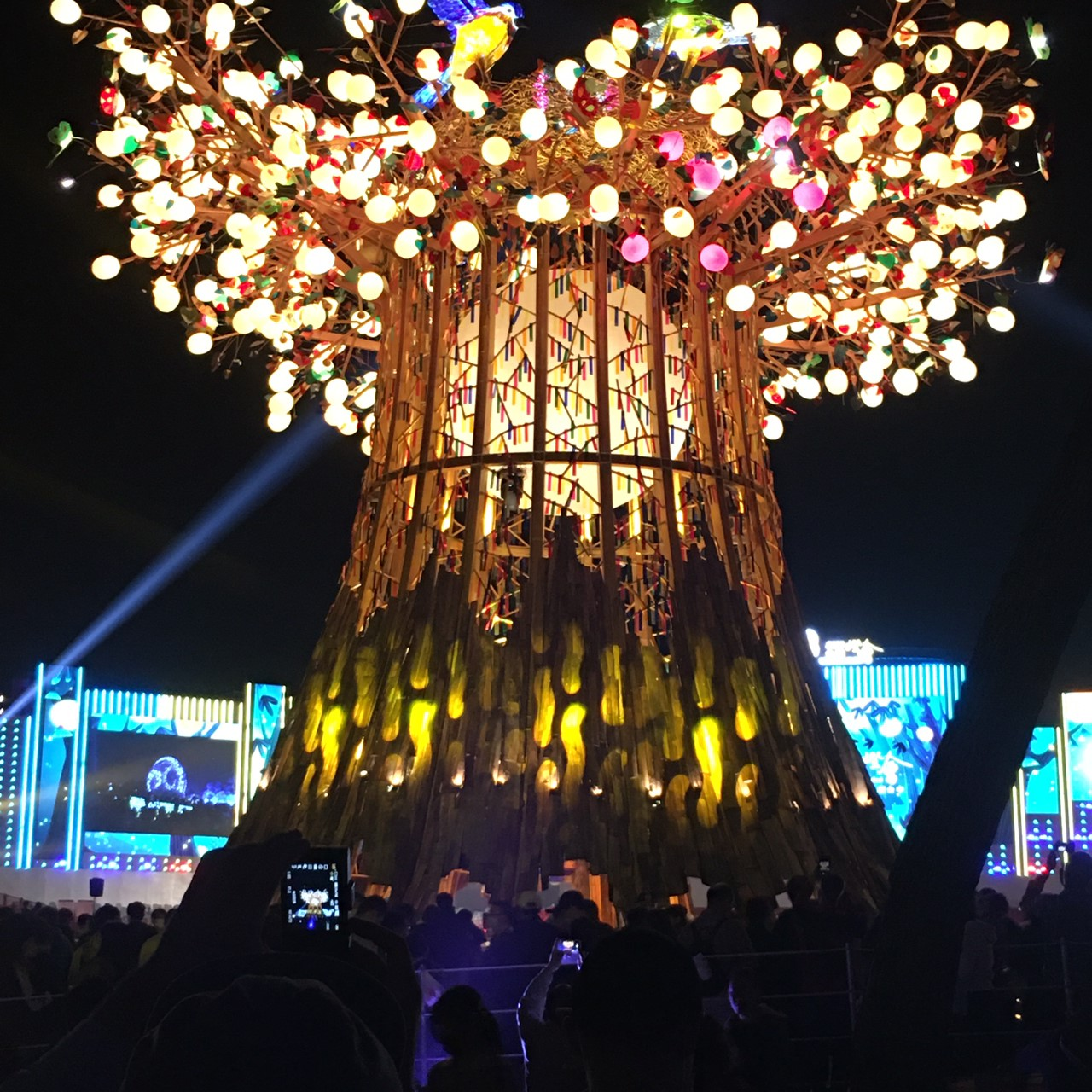
2020台灣燈會主燈-森生守護-光之樹

- 主燈：「森生守護-光之樹」 以原木板片結合鋼構，組立一座超過15米以上高度的巨大樹木形態，22條主結構分別代表台灣22個縣市，以偌大的板根，共同汲取大地的能量，向上伸展開枝散葉，又分別生長出代表各鄉鎮區里的368朵含苞待放的花苞造型花燈，枝枒間交錯散佈著代表2359萬台灣人民的2359片心形綠色葉片，如家家戶戶在風中飄動閃耀發光，守護著台灣。

開燈六步驟：大地春回、萬象更新、生生不息、森生守護、福佑台灣、迎向未來
- 副燈：「福賜大地」 「方圓之道」方中有圓、圓外有方，兼容並蓄，片片方型象徵人類經歷解構，累積經驗，成為現在的我們。內部的圓，代表圓滿、和諧與包容，期許每個人在方圓之間，學習疼惜與愛護之心，這份愛護之心，於萬物大地，是永續地球、生命之源。植物幼苗代表人心如種子發芽，上方燈球投射種子圖形及祝福文字光芒，猶如森林之母孕育的種子，民眾接捧圖形，如同我們轉變成與人為善的種子。當觸碰圓球燈，發出種子掉落的聲音，藉由視覺和聽覺的互動體驗，感受森林之母將種子灑落，呈現「福賜大地」的意境。
- 副燈：「百鳥和鳴慶吉祥」 用心聆聽，生命動人如樂音，無論甜美悲淒，一如天韻。二O二O年在臺中舉辦的台灣燈會副燈以帝雉為主題，正是將霧中帝王設計成如雲的生命，以牠的絢麗、光燦、變幻、飄流......轉化成可以望見的旋律。讓被文明桎梏的人們，有了高舉生命超越塵俗的勇氣，相信自由靈明是自然的本性，滿心歡喜，恰似帝雉展翅，扶搖直上，群鳥八方呼應；吉慶歡樂，猶如荒漠中遇見盛開的繁花，在來而復往的四季裡，聽見春光悠揚於深谷的迴音。
- 副燈：「爵士好鼠喜迎親」 以童趣發想奇幻不思議，結合「老鼠娶親」之東方年節傳說，藉以「奇幻婚禮派對」風格，化為【迎親盛典】的每一個喜慶章節。隨著爵士好鼠的迎親隊伍，敲鑼打鼓地走進「歡鼠林」，盛裝出席一場中西美學交融的華麗奇幻婚禮派對，融入場景並與光影同樂，領略以視覺聆聽的光影樂章：【爵士好鼠喜迎親】。
- 開燈台：配合后里森林園區意象，開燈臺繁盛的樹葉以環繞的方式，凝聚於燈臺並由外圍連結至主燈，象徵著回歸土地的葉片，以自身累積的養分發光發熱而後回歸於大地之母。
- 小提燈：「吉利鼠與美力鼠」 今年的小提燈，設計師林佳葦說有三大特色，包含利用雙面印刷設計，同張紙上有截然不同的角色，正面是鼠新郎，反面則是鼠新娘。二是小提燈的結構設計，將頸部和腰部設計成可轉動的關節，可以在提燈時上、下拉動，當提燈擺動時會彎腰鞠躬，相互拜年。最後小朋友可將手伸入小提燈內，當作手偶來玩，充分展現傳統文創特性的燈節喜慶活動。
- 迎賓門：「脈動之森」 位於廊道左右兩側，高低起伏的圓狀建築體，象徵由森林裡不同物體結構，交錯構成的豐富幾何體。幾何體中清澈變色的玻璃透出的溫暖光源，代表著原始熱源－太陽，為生命點綴得繽紛，生氣勃勃。光線照射下，光線遮蔽出的細膩葉紋，更讓人有致神輿生機盎然的園林感覺。
- 聆聽花開-永晝心：座落在廊道的盡頭，廣大的廣場中央，白色光感閃閃流動，仿若群鳥飛過，又似繁星點點，觀眾沿著小徑前行或於聆聽廣場席地而坐，都可欣賞作品的光影與動態。裝置的開合，乍看下是數理的運動，仔細一看，每一瞬的連動與速度，充滿著生機感，跟天光與環境融合成科技與自然共構的動態之美。永晝之心，代表著看見生命中的流動，光影的變化是視覺的，而其中彼此連動的節奏感，就是一種音樂，一種時間的體會，是生命之詩。用交響與電子交錯的壯麗配樂，將光點與機械結合為如夢似幻的感動，讓大家帶著滿滿的幸福，為自己留下一個美好的記憶。
- 里山禾樂燈區：以里山禾樂為主軸，展現台中森川里海及四季農村樣貌，並邀請藝術家以在地農村再生元素創作藝術燈組，傳達里山倡議之人與自然和諧共生的重要性。
- 國際友誼燈區：主題為悠揚谷，展現百鳥齊鳴，多元共融精神。有本市友好城市日本青森縣睡魔花燈、鳥取縣柯南動漫花燈、山口市七夕紅燈籠，更有邦交國首度參展，歡迎您前來感受國際多元文化的魅力及活力!

悠揚谷「百鳥」象徵大雪山擁有眾多特有種鳥類，「和鳴」象徵眾多鳥類齊聚一堂悠揚傳唱，帝雉為台灣山林的霧中之王，並作為「國際友誼燈區（悠揚谷）」守護象徵，串聯燈區整體規劃，歌頌國際友誼之間的美好交流。
- 好市共榮燈區：寶島同發光 ! 本燈區首度串連臺灣東西岸及離島，匯聚全臺10大城市的創意與能量，邀請您一同穿梭在璀璨燈林中遊臺灣。在這裡，您可以體驗城市在地氛圍，感受年節氣氛，也別忘了在打卡區留下「我來過」的印記喔!
- 新囍同歡燈區：以異國婚禮場景為主軸，搭配多國國花燈組，勾勒出異國婚姻甜蜜之美與希望，安排新住民表演、美食體驗、競賽及手作花燈等活動，營造文化融合喜氣洋洋的新活力。
- 軍事燈區：為主展區之一，本次軍事燈區將以陸、海、空軍為主題來佈展，運用進擊與守護的主題概念進行規劃，並融入相關軍事用品或裝備充場，且配合光源設置打造雄赳赳氣昂昂的軍事展品，亦以聲音、影像、故事及裝置藝術環境，融入藝術美學概念呈現「軍事燈區」。
- 漫遊客家庄燈區：台中市的母親之河「大甲溪」，孕育了台中人的生命和文明，也藴育台灣最豐富的生態、文化、物產、建設和觀光資源。「大甲溪」中上流域屬台中市客家聚落集中的客家重點發展區，是國家級台三線客庄浪漫大道南口，也是重要的客家花果廊道，更藴育族群融合的多元文化景觀。 客家主題燈區，以「母親之河—大甲溪」為主軸意象，結合台中大甲溪流域所流經之五個客家重點發展區-和平、東勢、新社、石岡、豐原，以一區一特色之分區段概念，呈現各區代表性產業、人文特色景觀、節慶文化或聚落發展源流為素材元素發想，製作創意花燈，並以步道兩側圍籬及林木園光環境為輔設計花燈藝術廊道，期以傳統與創新結合燈藝來營造客家特色主題燈區。

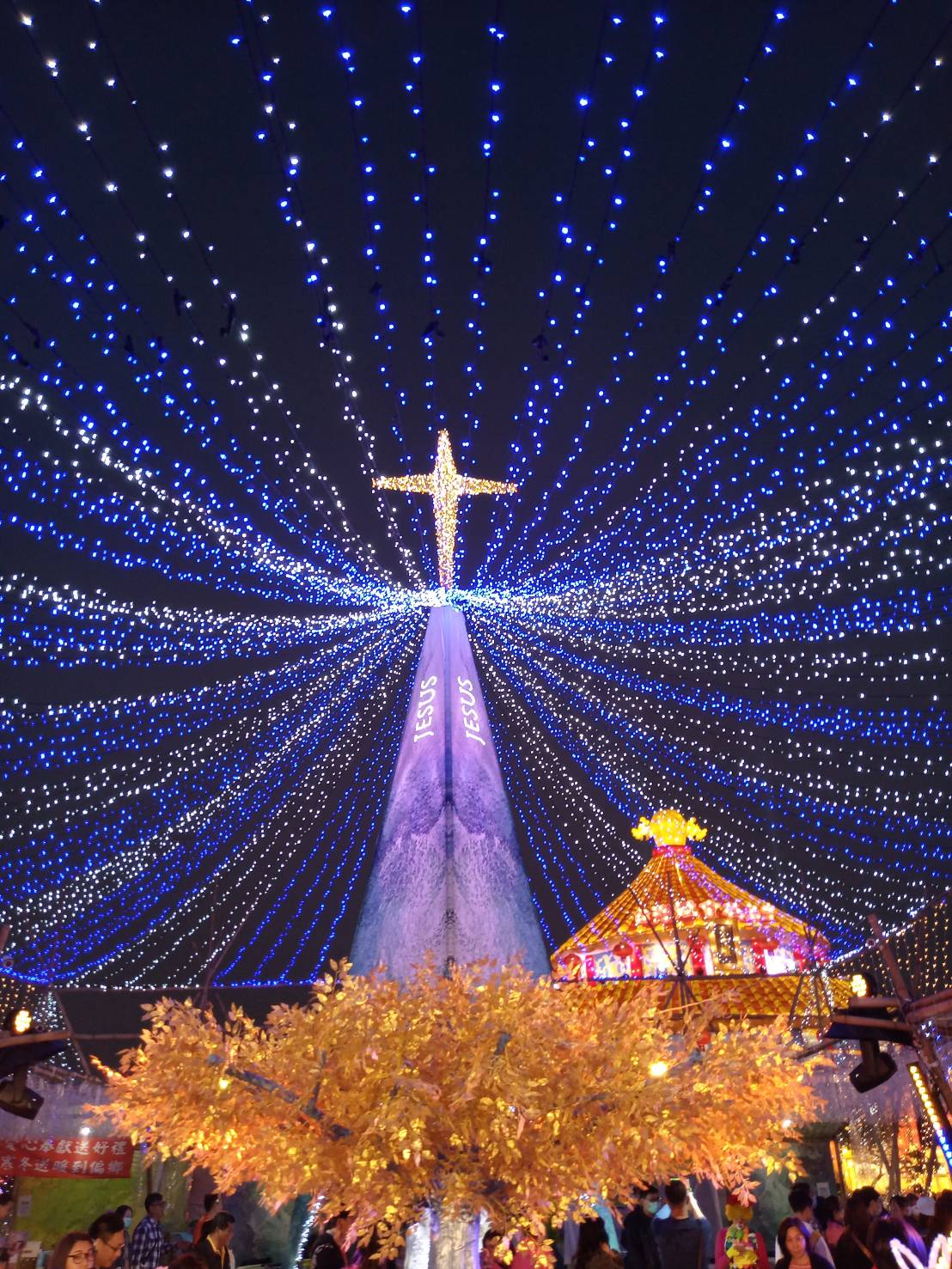
好神宗教燈區

- 好神宗教燈區：將結合多元宗教團體的力量，為燈會注入能量。透過邀集各具代表性的宗教團體參展，以溫暖的燈區設計展現各宗教撫慰人心的意涵。本燈區亮點為：入口意象以三角錐體型為主體結構，四面以象徵台灣春節的「春」字為主題視覺，並佐以溫暖的橘、紅、黃色系，帶出信仰撫慰溫暖的感受，也象徵著春迎四方信眾來到燈區、展現在地精神的媽祖燈區、營造炫彩漸層的璀璨廊道等，另也規畫一個供民俗表演團體展出的舞台，讓好神宗教燈區除發揚宗教融合精神外，亦能充分展現宗教文化特色。
- 科技展演燈區：本燈區以環繞聆聽花開－永晝心展演的「聲林花世界」，以及結合台灣光影科技和環境劇場的科技軟實力，與法國世界知名超大機械巨獸科技馬戲秀的「森林夢奇地」兩區域為主。這是台、法科技與藝術「全球首度」合作、「台灣限定」科技展演秀，精彩可期。全區以劇場情境規劃，處處都是沈浸體驗、科技互動的燈組，充滿驚奇！
- 藝術創新燈區：奇想國藝術創新燈區，環繞「森林」、「精靈」、「人」三個角色，以五感體驗為主軸，共邀請15位包含裝置藝術、紙雕、織布、植物創作、服裝設計、科技互動等領域藝術家，在本燈區創作13座藝術燈藝裝置。另外每日進行一場「精靈遊行」由繆思精靈引領民眾體驗燈區之美，讓民眾可以用五感體驗的方式參觀燈區。本燈區特別邀請台灣裝置大師游文富好老師設計2個藝術裝置，以竹藝方式創作巨型燈起司造型裝置「鼠來堡」。另外「守護者石虎」則由俄羅斯藝術家卡佳與台灣燈藝師藍老師共同製作，以跨國合作方式製作出具有台灣及俄羅斯特色的燈藝作品。
- 歡樂燈區：歡鼠林這是一場專屬子鼠精靈國度的華麗歡慶的婚禮派對，慶賀著國度中王子與公主終於步入紅毯，走向愛情最美的那一端，以西方爵士的優雅浪漫，用旋律及音符乘載迎親的喜悅，邀請來自於現實世界的你我，領略子鼠精靈國度的奇幻不思議。
- 傳統燈區：傳藝城以大型《鼠》造型花燈作為傳統燈區「傳思精靈」守護象徵，結合傳統燈藝及創新思維規劃：慢步「小鎮漫遊」、溫泉「台灣好湯」、暢遊「脊梁山脈」及火車快飛「鐵道旅遊」四大特色主題燈區。以一座座花燈來呈現台灣特色風貌，讓花燈與觀眾合而為一產生互動為一大亮點，透過擬人、卡通化的老鼠穿梭串聯，搭配LED燈及投光燈等光環境效果，勾勒出一幕幕樂不思鼠的漫遊旅程，帶領觀眾從花燈的視角領略台灣，探索台灣經典魅力與多元特色。

后里馬場園區「藝想世界」，展示手法以花燈工藝、機械動態、數位投影、馬戲演出為主，策劃理念為民俗文化根，傳統國際化。將傳統花燈結合機械動態、科技、多媒體應用，再造燈藝經典。規劃有動物狂歡燈區、現代高空馬戲、產業讚聲燈區、地方采風舞台、兩岸交流燈區、馬場森林燈光秀；還有無人機流星雨表演、創意街車市集、多媒體移動迷宮、機器千手觀音；花舞館則將設巴黎光之工坊數位藝術中心及巨型香菇觀光工坊，展現新社香菇產業；另利用原花博園區的花馬道，設置客家燈區。
- 動物狂歡嘉年華燈區：

「營火慶典」黑夜降臨，昆蟲們擦亮自己的外殼或翅膀，興奮地來到后里參加「營火慶典」，昆蟲們幫你留了位置，一起來參加吧！

「勇闖侏儸紀」恐龍家族搭乘時光機，穿越時空抵達臺中，與你相遇。高達15米的巨大腕龍，與8米腕龍寶寶，在園區裡期待與你見面！
- 產業讚聲燈區：

「鋼鐵築夢」由鋼鐵鑄成的豐興機器人與台中市鳥白耳畫眉共同保護台灣、守護台中。

「驅動未來」設計運用傳輸鏈運送VICTOR字樣，將台中精機娃娃與機器、元素結合，代表工業轉型，引領台中朝向勝利光明路之意。

「躍動港灣 夢想啟航」在海景摩天輪轉動、及彩色貨櫃妝點下，蔚藍的台中港更顯繽紛活力，微風吹拂海浪，遇見港市連結發展的未來契機，購物、美食、娛樂一日夢想實現，台中港的無限魅力熱情啟航！
- 友好城市燈區：

「主入口意象-花綻金福 富市台中」湖心亭主題，位於臺中公園內是臺中市民共同的記憶及代表地標，同時也是臺灣最早期引入公共休閒及運動空間的關鍵指標，象徵臺中宜居的城市優質生活條件。

「次入口意象-花綻金福 富市台中」山櫻花為臺中市市花滿樹紅花，繁花似錦，象徵臺中富有生命力。右側五葉松為臺中市市樹，松有堅挺、屹立、傲視風雪而不搖的形象，展現了臺中市的堅強的特性與高貴的氣質，樹梢上的白耳畫眉為臺中市市鳥，特殊的外型在視覺上有畫龍點睛的作用。象徵臺中市民優雅富有文化氣息。

「中央區光環境-懷舊憶台中」此區以暖色調為主，漫步在臺中舊城中的懷舊調性，以此表現臺中舊歷史文化，伴隨老臺中的在地建築回憶、追尋。

「光環境廊道-科技廊道」以現代幾何圖形為主軸，利用幾何方塊的組合及冷色調為主的線條展現臺中現代科技城市調性，不只象徵臺中這個現代化城市，更代表未來發展的無限可能。

「上海燈組-上海歡迎您」燈組以城市建築群為主題，高聳的摩天大樓加上可愛的鼠年意象，傳達上海富有都會城市的意象也傳遞鼠年恭賀的吉祥氛圍。

「廈門燈組-慶歡吉祥年」富有閩南建築意象的南普陀寺與閩南知名的鄭成功人像，構成燈組的左右兩側。建構出「平安」、「保庇」的意識傳遞。中央燈組則是「新春佳節孩童戲春」彰顯春節歡欣喜慶。

「江蘇燈組-魚米之鄉 水韻江蘇」江蘇省素有漁鄉米倉之稱，燈組以「年年有餘」為吉祥意涵，搭載在秦淮河上，同時江蘇的多樣風景人文在河上交錯相疊。

「福州燈組-有福之州共同家園」燈組以福州民俗文化如福船，福州特色如茉莉花，大榕樹和福州著名海峽金融商務區，海青節標誌和吉祥物，三坊七巷與地標性現代建築等作為元素，燈組現代和傳統結合，磅礡大氣，展現了福州當地的特色，體現多姿多彩的福州文化，讓人們眼前震撼。

「泉州燈組-宮燈迎春」泉州花燈是中國傳統工藝美術園中一朵絢麗的奇葩。唐代已流傳，宋代則更盛，形成年年元宵鬧花燈的習俗，延續至今。 泉州花燈以造型美觀、工藝精湛而聞名於世。有彩扎燈、刻紙燈、針刺燈三個燈種，尤以刻紙燈和針刺燈為代表而區別於其它地方的燈彩。其獨特之處在於燈體不用骨架扎制，而用紙板粘成，俗稱「無骨燈」。其料絲鑲嵌技藝及針刺技藝獨樹一幟，美輪美奐，在「無骨燈」中最為精彩。「泉州花燈」於 2006 年列入首批國家級非物質文化遺產代表性項目名錄。
- 原藝交響燈區：

「天籟原鄉」製作互動音樂牆，結合與民眾互動的科技方式，定時展演來傳達原住民族各族群的音樂(樂器)藝術，輕鬆演奏出音樂旋律。
- 環．台中光影燈區：

「生命之樹」高達2層樓之大型裝置藝術，位於場域中心，隨著故事推演經歷無數盛放與蛻變，象徵台中土地與人民之生生不息，以及生命能量之源源不絕，因而名之為「生命之樹」。

「無邊界意境」為本燈區最主要之大型沉浸式投影，藉由9米高環形無邊界意境，感受環繞之台中原生森林、庶民信仰、舊城魅力及都會活力等景色，喚醒觀眾靈魂深處的美感與共鳴。

### 文心森林公園副燈區
- 主題：童趣樂園
- 特色：親子歡樂、活力宜居
- 面積：8.8公頃
- 自2019年起中臺灣燈會回到該場地舉辦，周邊鄰近市區，如斜對面為IKEA台中店，家樂福好市多公益路商圈等。
- 燈區展期：2019年12月21日至2020年2月23日(展期橫跨耶誕節、跨年、春節假期、元宵節)
- 燈區交通：公車站牌「捷運文心森林公園站」

展示手法以大型花燈、互動裝置、場景營造、多元展演為主。策劃理念是以孩童、歡樂為核心，規劃各種節慶場景、童話故事燈區，打造市中心的兒童森林樂園。規劃有節慶嘉年華燈區、12生肖故事燈區、童話場景燈區、動漫燈區、笑聲充電互動燈區及童樂舞台。

## 交通
- 臺中市位處臺灣西部中心其南來北往便捷，主要交通工具為台灣高鐵位於烏日區的台中站及臺灣鐵路局主要車站台中火車站及豐原火車站接駁至后里火車站主燈區及大慶火車站公車接駁至文心森林公園副燈區。
- 原先預計可以讓台中捷運綠線第一階段通車直接接駁至文心森林公園站，但因工程期延宕，目前僅能以800路公車快速接駁，其800路公車行駛路線及停靠主要為台中捷運綠線。

## 註解
1. ↑  原為代代相傳，因為了疫情希望台灣能平安度過而改為福佑台灣。

## 外部連結
- 2020臺灣燈會在臺中（交通部官方網站）（页面存档备份，存于）（繁體中文）（英文）（日語）
- 2020臺灣燈會在臺中（臺中市政府官方網站） （页面存档备份，存于）（繁體中文）（英文）（日語）
- 2020台灣燈會－臺中觀光旅遊網（页面存档备份，存于）
- 台灣觀光粉絲團的Facebook專頁
- YouTube上的臺中市觀光活動播放列表